# Манду
Манду́ (кор. 만두) — популярна страва корейській кухні. Являє собою аналог поширеної азійської страви манти та бууз, схожа на українські вареники, пельмені.
Манду можна приготувати на парі, відварити, обсмажити на грилі або смажити на фритюрі. Стилі приготування відрізняються в різних регіонах Корейського півострова. Манду раніше були значною частиною корейської придворної кухні, а зараз їх можна знайти в супермаркетах, ресторанах та закусочних, таких як pojangmacha, bunsikjip по всій Кореї.

## Історія
Вважається, що вперше манду привезли в Корею монголи Юань в XIV-му столітті під час правління династії Корьо. Державною релігією Корьо був буддизм, який обмежував споживання м'яса. Вторгнення монголів у Корьо послабило релігійну заборону вживати м'ясо, а манду була однією з імпортних страв, до складу яких входило м'ясо.
Інша теорія — манду «приїхали» до Кореї значно раніше з Близького Сходу через Шовковий шлях.
Народна пісня епохи «Горіо» Ssanghwajeom розповідає історію магазину манду (ssanghwa означає «вареники», а jeom означає «магазин»), керованого іноземцем, ймовірно, середньоазіатського походження.

## Приготування і різновиди
Особливістю манду є те, що їх готують з різною начинкою, часто комбінованої. Це м'ясо (свинина, птиця), риба, морепродукти, субпродукти, тофу, соєві (або Машів) проростки, ріпчаста цибуля, зелена цибуля, гриби (в першу чергу шиитаке), капуста (білокачанна, пекінська), кабачки цукіні тощо. Є манду з кимчи. При приготуванні і подачі використовують традиційні азійські спеції — соєвий соус, устричний соус, кунжутне масло.
Манду також готують різними способами: варять, парять, смажать, тушкують. Смажені на сковороді або у фритюрі називаються Кунманду (кор. 군만두); варені на пару — Чінманду (кор. 찐만두); відварені в бульйоні (або воді) — Мульманду (кор. 물만두). Варять корейці манду в рибному (частіше) або яловичому (рідше) бульйоні. Наступна відмінність — це склад тіста обгорток (пшеничне борошно, гречана, крохмаль). Проте, в Кореї часто замість оболонки з тіста використовують оболонку з риби, м'яса, овочів. Так, наприклад, в рибних манту як оболонка використовується риба. У манту з фазана або оселедця Ілішен оболонка відсутня зовсім (м'ясо фазана або оселедець дрібно робиться, і формуються кульки, які потім обвалюються в крохмалі і варяться.)
Форма манду також різна. Корейці готують квадратні манду Пхьонсу (кор. 편수); овальні манду Кюасан, з защипом зверху, схожі на трепангів (кор. 규 아상); Кольмуманду, схожі на маленький наперсток (кор. 골무 만두); Соннюманду — у вигляді мішечка (або граната) — (кор. 석류 만두); Теманду, великі і схожі на чебуреки (кор. 대만 두); Соманду, маленькі пельмені зі з'єднаними краями (кор. 소만두); Куллімманду, пельмені без оболонки з тіста, фактично кульки з начинки, обкачані в пшеничному борошні (кор. 굴림 만두).

## Різновиди
Якщо пельмені готуються на грилі або смажаться, їх називають гарман-манду (군만두); на пару джин-манду (찐만두); а при кип'ятінні — муль-манду (물만두). У Північній Кореї стилі манду відрізняються в різних регіонах країни. Зокрема, Pulmuone випускає сирні пельмені, солодкі насінні вареники з цукром і гострі вареники.
- Муль-манду (물만두), це означає "варена манду ".[10]
- Гун-манду (군만두) — обсмажений манду, походить від гун-манду 구운 만두 => 군만두, щоб означати «паніровані» пельмені. Його іноді називають японською назвою, якуманду .[11][12]
- Джин-манду (찐만두) пропарюється або в традиційному бамбуковому пароплаві, або в сучасних версіях.
- Гуллін-манду (굴린 만두), або називається gulmandu — це різновид манди у формі кулі без покриття. Її в основному їдять влітку.
- Ван манду (왕만두) — це булочка з начинкою зі свинини та овочів, схожа на китайську баозі.
- Пьєонсу (편수), манду, фарширований овочами прямокутної форми. Її в основному їдять влітку і місцеву страву Кесон, Північна Корея.
- Ео-манду (어 만두), манду обгорнутий нарізаним рибним філе. Спочатку його їли в корейських королівських дворах та сімей янбанів (дворянського класу).[13]
- Саенгі-манду (생치 만두), манду з начинкою з фазанського м'яса, яловичини та тофу, який їли в Корейському королівському дворі та в районі Сеула протягом зими.
- Сонгню-манду (석류 만두), буквально « гранатовий вареник» через форму
- Так-манду (소만두), манду, наповнену лише овочами, спочатку їли в буддійських храмах.
- Гюасанг (규 아상), манду, фарширований подрібненим огірком і фаршем з яловичини у формі морського огірка . Її в основному їдять влітку.
- Кімчі-манду (김치 만두), начинка містить кімчі. Додавання кімчі надає йому більш пікантний смак порівняно з іншими манду.

## Страви, виготовлені з манду

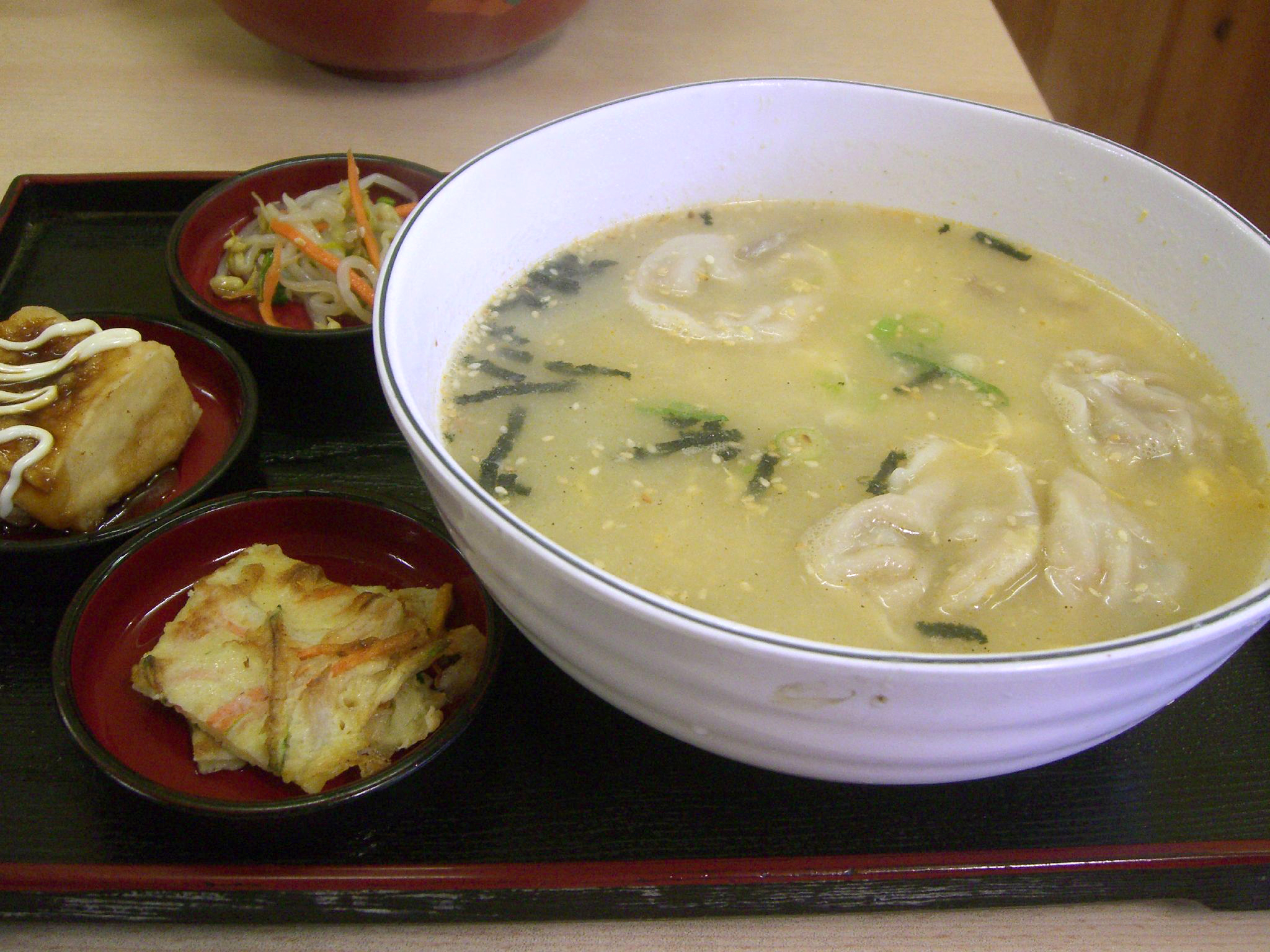
Мандугук

Мандугук — різновид корейського супу (гук), виготовлений з манду в яловичому бульйоні. У Корейському королівському дворі страву називали byeongsi (餠匙), тоді як у кулінарній книзі XVII століття Eumsik dimibang її називали «seokryutang» (석류 탕).

## Подібна їжа
У корейській кухні манду зазвичай позначає тип наповненого вареника, схожий на монгольський буз і турецьку мантію, а деякі варіанти схожі на китайський джаозі та японську гьозу.
Вони схожі на пельмені та п'єроги у деяких слов'янських культурах.

## У популярній культурі
- У південнокорейському фільмі Олдбой 2003 року для головного героя О-Да-Су подають постійну дієту зі смаженою манду, їжею, яку він найбільше виявляє, поки він перебуває у в'язниці. Після звільнення він відвідує різні ресторани, де подають страву, щоб отримати підказки та визначити, де його тримають у полоні.[14]
- Учасницю Чудотворних дівчат, Ан Сохі, часто називають Манду через щоки, що нагадують форму манду.[15]